# فيلي إليسون
فيلي إليسون (بالإنجليزية: Willie Ellison) هو لاعب كرة قدم أمريكية أمريكي، ولد في 1 نوفمبر 1945 في لوكهارت في الولايات المتحدة، وتوفي في 11 مارس 2019.

## وصلات خارجية
- فيلي إليسون على موقع مرجع كرة القدم المحترفة.كوم (الإنجليزية)